# Literatura do neoclassicismo
A primeira geração romântica brasileira aborda o neoclassicismo e o nacionalismo, valorizando o índio.
Exemplos de autores da primeira geração
- Gonçalves Magalhães - intitulado como "romântico arrependido". Suspiros Poéticos e Saudades; A Confederação dos Tamoios.
- Gonçalves Dias - dominou o ritmo e equilíbrio na composição de suas poesias. Canção do Exílio (não tem adjetivos); Sextilhas de Frei Antão; Os Timbiras (não acabado, pois ele acaba morrendo em um naufrágio e leva consigo o resto da composição).